# Winech
Winech (bułg. Винех) – chan Bułgarii z rodu Ukil, panujący najprawdopodobniej w latach 756–762.
Imiennik chanów protobułgarskich, średniowieczny dokument, zestawiający listę władców bułgarskich, podaje, że Winech pochodził z arystokratycznego rodu Ukil i władał przez 7 lat. Ponieważ wiadomo, że Winech dowodził Bułgarami w bitwie pod Markellai w 756 roku, większość historyków przyjmuje tę datę za początek panowania Winecha, koniec ustalając na rok na 761 (D. Lang, W. Złatarski) lub też na rok 762 (T. Wasilewski, G. Ostrogoski, J. Andrejew). I. Wenedikow i M. Moskow datują panowania Winecha na lata 754-760.
Za panowania Winecha bizantyjski cesarz Konstantyn V Kopronim podjął szereg wypraw, mających na celu całkowite podporządkowanie Bułgarii cesarstwu. W 756 roku wysłał do ujścia Dunaju flotę złożoną z 500 okrętów, a sam wyruszył z drugą armią przez Trację. Bułgarzy, rozbici pod Markellai (Karnobat), schronili się w górach. Winech został zmuszony do podjęcia rokowań pokojowych, wysłania zakładników, którymi m.in. były jego własne dzieci i zwrócenia cesarstwu zdobytej przez chana Terweła prowincję Zagoria.
W 758 roku cesarz najechał Sklawinię – tereny zamieszkane przez Słowian macedońskich i wielkie ich masy przesiedlił do Azji Mniejszej. W trakcie kolejnej wyprawy, w 759, Winech rozbił armię cesarską w wąwozie Beregawa w masywie górskim Starej Płaniny, zgarniając bogate łupy. Winech nie wykorzystał jednak zwycięstwa do całkowitego rozbicia resztek armii bizantyjskiej lecz przystąpił do rokowań pokojowych. Ród Ukil stał na czele prosłowiańskiego obozu bojarstwa bułgarskiego i utrzymywał się przy władzy dzięki współpracy z plemienną arystokracją słowiańską, a ta mogła utrzymywać swoją pozycję w państwie jedynie prowadząc politykę probizantyjską. Bunt opozycji wielkobojarskiej doprowadził w 762 roku do obalenia chana i wymordowania jego rodziny wraz ze wszystkimi przedstawicielami rodu Ukil na dworze w Plisce.
Zobacz też: imiennik chanów bułgarskich.